# 封州 (开皇)
封州，隋朝时设置的州。
开皇十年（590年），撤新会郡，把新夷县、初宾县并入义宁县；把始康县并入封平县；把原盆允、永昌、宋元、新熙、始成、招集六县合并为新会县。置封州，下辖新会、義寧、封平、封乐四县。十一年（591年），封州改名允州，十三年（593年），允州改名冈州。大业年间，冈州改苍桂郡，后合并到南海郡。唐朝武德四年（621年），复为冈州，治所在义宁县（在今广东省新兴县东南、开平市西），贞元廿一年（805年）再废冈州不复置。